# 腐肉

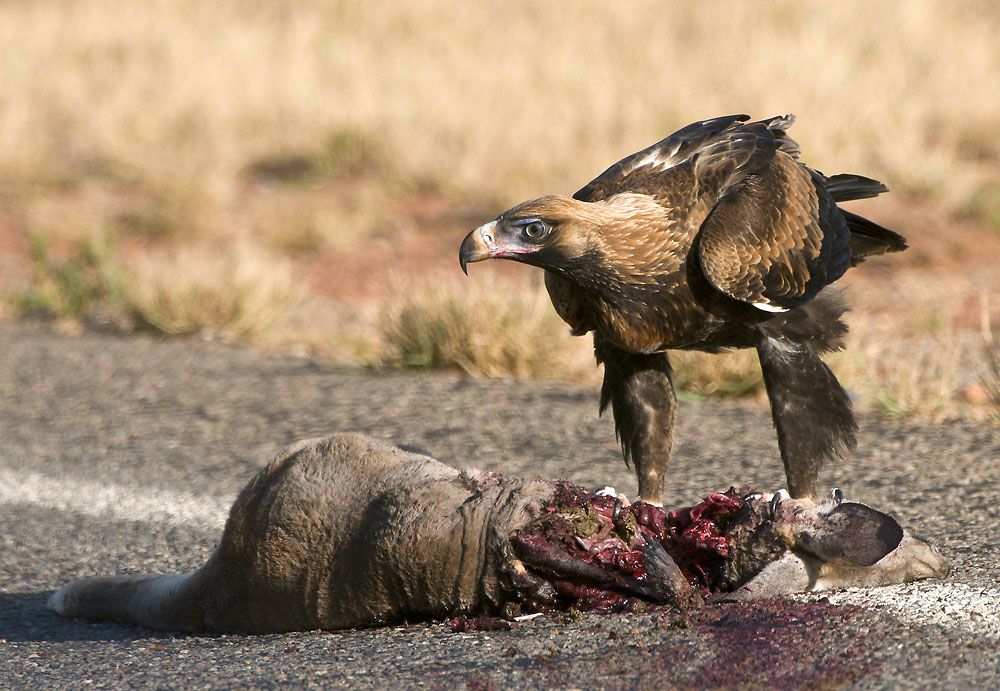
轢死したカンガルーの腐肉を食べるオナガイヌワシ、西オーストラリア州

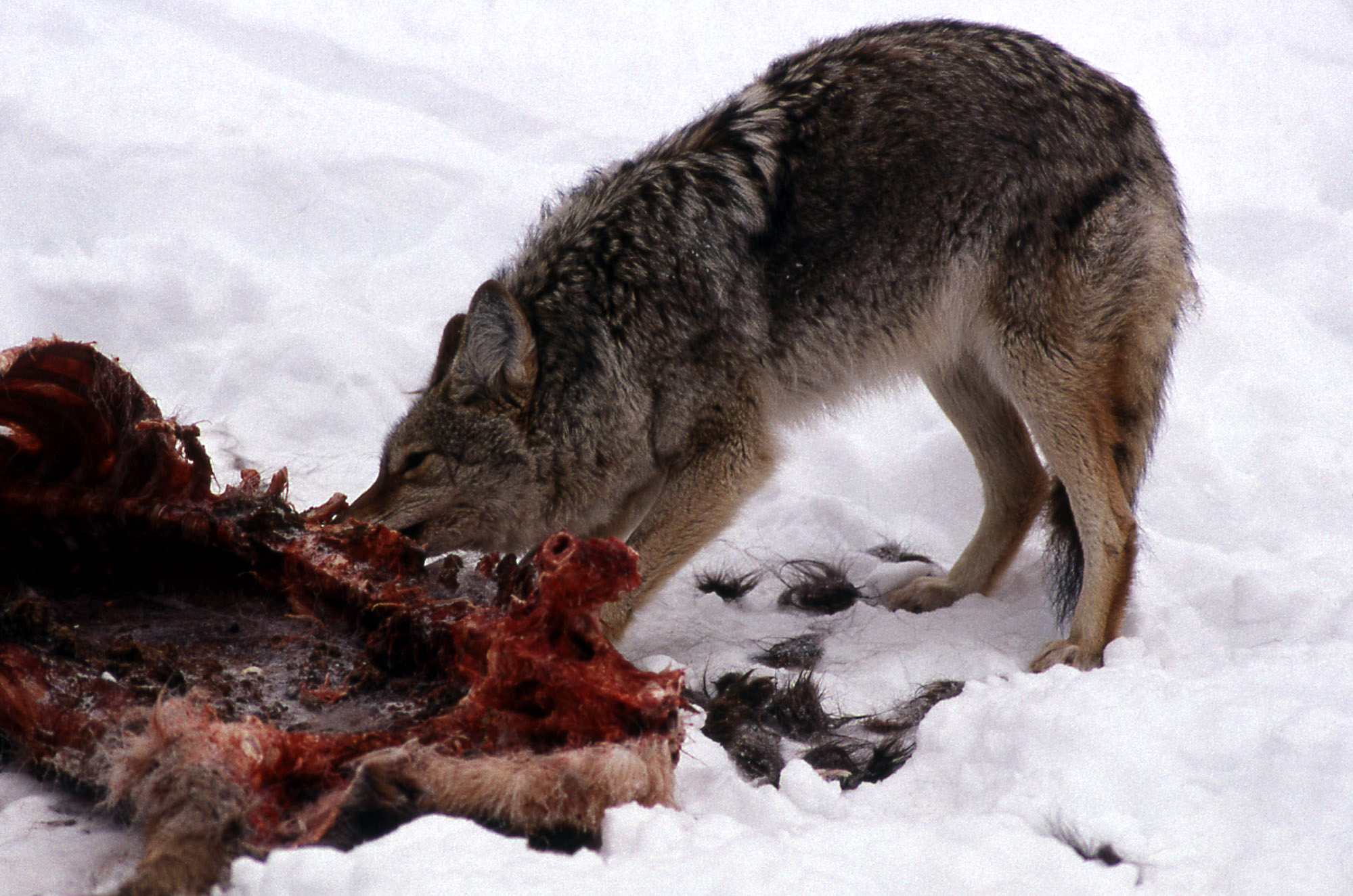
冬季、ラマー渓谷においてアメリカアカシカの腐肉を食べるコヨーテ

腐肉（ふにく、英語: Carrion、Carrionはラテン語で肉を意味するcaroに由来）は動物の死後、腐敗が進んだ肉を指す。
腐肉は生態系において、様々な肉食動物や雑食動物の重要な食料源である。腐肉食を行う動物の例としては、ハゲワシ、タカ、ワシ、ハイエナ、キタオポッサム、タスマニアデビル、コヨーテ、コモドドラゴン、シデムシなどがいる。シデムシのような多くの無脊椎動物はクロバエやニクバエの幼虫である蛆と同様に腐肉を食料源とし、動物に残留する窒素や炭素を再利用可能にする重要な役割を果たしている。
腐肉は動物の死後すぐに腐敗とともに形成され、昆虫を引き寄せ、バクテリアが繁殖する。動物の死後しばらくすると、動物の体はバクテリアの発生とカダベリンやプトレシンの生成により悪臭を発し始める。
植物や菌類の中には腐敗に似た匂いを発することで、虫を媒介とした生殖のため昆虫を引き寄せる種がある。このような性質を持つ植物（ショクダイオオコンニャクやラフレシアなど）はcarrion flower（腐肉花）として知られている。スッポンタケはこのような特徴を持つ菌類の例である。
腐肉という単語はデンマーク神話において生贄になった動物や神の怒りをかって殺された動物を描く単語として使用されることが多い。 
腐肉という単語は病に感染しており触れるべきではない感染体を描くために使用されることもある。文学において腐肉という単語を屍体や腐敗を描くために使用している例としては、ウィリアム・シェイクスピアの劇「ジュリアス・シーザー」がある。
Cry 'Havoc,' and let slip the dogs of war;
That this foul deed shall smell above the earth
With carrion men, groaning for burial.
(III.i)
ダニエル・デフォー著作のロビンソン・クルーソーの中にも、主人公が名を知らない鳥を食料として殺したが、「この肉は腐肉であり何の役にも立たない」という記述が見られる。